# Oncidium calanthum
Oncidium calanthum är en orkidéart som beskrevs av Heinrich Gustav Reichenbach. Oncidium calanthum ingår i släktet Oncidium och familjen orkidéer. Inga underarter finns listade i Catalogue of Life.